# غاري س. كيلي
غاري س. كيلي (بالإنجليزية: Gary C. Kelly)‏ هو رائد أعمال أمريكي، ولد في 1955.

## وصلات خارجية
- غاري س. كيلي على موقع إن إن دي بي (الإنجليزية)